# Каліфорнія (Кентуккі)
Каліфорнія (англ. California) — місто (англ. city) в США, в окрузі Кемпбелл штату Кентуккі. Населення — 83 особи (2020).

## Географія
Каліфорнія розташована за координатами 38°55′6″ пн. ш. 84°15′50″ зх. д. / 38.91833° пн. ш. 84.26389° зх. д. (38.918258, -84.263768).  За даними Бюро перепису населення США в 2010 році місто мало площу 0,66 км², уся площа — суходіл. В 2017 році площа становила 0,55 км², уся площа — суходіл.

## Демографія
Згідно з переписом 2010 року, у місті мешкало 90 осіб у 35 домогосподарствах у складі 25 родин. Густота населення становила 135 осіб/км².  Було 46 помешкань (69/км²).
Расовий склад населення:
| - 92,2 % — білих - 3,3 % — чорних або афроамериканців - 1,1 % — азіатів - 1,1 % — осіб інших рас |

До двох чи більше рас належало 2,2 %. Частка іспаномовних становила 1,1 % від усіх жителів.
За віковим діапазоном населення розподілялося таким чином: 27,8 % — особи молодші 18 років, 60,0 % — особи у віці 18—64 років, 12,2 % — особи у віці 65 років та старші. Медіана віку мешканця становила 40,0 року. На 100 осіб жіночої статі у місті припадало 104,5 чоловіків;  на 100 жінок у віці від 18 років та старших — 109,7 чоловіків також старших 18 років.
Середній дохід на одне домашнє господарство  становив 77 114 долари США (медіана — 75 625), а середній дохід на одну сім'ю — 88 850 доларів (медіана — 81 250). За межею бідності перебувало 3,3 % осіб, у тому числі 0,0 % дітей у віці до 18 років та 0,0 % осіб у віці 65 років та старших.
Цивільне працевлаштоване населення становило 55 осіб. Основні галузі зайнятості: виробництво — 30,9 %, освіта, охорона здоров'я та соціальна допомога — 20,0 %, фінанси, страхування та нерухомість — 14,5 %, роздрібна торгівля — 9,1 %.